# Макао на Светском првенству у атлетици у дворани 2014.
Макао је учествовао на Светском првенству у атлетици у дворани 2014. одржаном у Сопоту од 7. до 9. марта десети пут. Репрезентацију Макаоа представљао је један атлетичар, који се такмичио у трци на 60 метара препоне.,
На овом првенству Макао није освојио ниједну медаљу али је остварен нови национални рекорд.

## Учесници
Мушкарци:
- Јионг Ђим Фај — 60 м препоне

## Резултати

### Мушкарци
| Атлетичар     | Дисциплина   | Лични рекорд | Квалификација | Квалификација | Полуфинале           | Полуфинале           | Финале               | Финале      | Детаљи |
| Атлетичар     | Дисциплина   | Лични рекорд | Резултат      | Место         | Резултат             | Место                | Резултат             | Место       | Детаљи |
| ------------- | ------------ | ------------ | ------------- | ------------- | -------------------- | -------------------- | -------------------- | ----------- | ------ |
| Јионг Ђим Фај | 60 м препоне | 8,37 НР      | 8,34 НР       | 7. у гр. 4    | Није се квалификовао | Није се квалификовао | Није се квалификовао | 27 / 29(31) |        |